# Preston Trail Golf Club
De Preston Trail Golf Club is een golfclub in de Verenigde Staten en werd opgericht in 1965. De club bevindt zich in Dallas, Texas, en heeft een 18-holes golfbaan met een par van 72. De baan werd ontworpen door de golfbaanarchitect Ralph Plummer.

## Golftoernooien
Voor het golftoernooi is de lengte van de golfbaan ('black-tees') voor de heren 6484 m met een par van 71. De course rating is 73,8 en de slope rating is 133.
- Byron Nelson Golf Classic: 1968-1982